# Alexander Henry Rhind
Alexander Henry Rhind est né à Wick en Écosse le 26 juillet 1833 ; il meurt le 3 juillet 1863 à Cadenabbia, près de Griante en Italie.

## Biographie
Fils du chef de l'agence de la Commercial Bank of Scotland à Wick, il était destiné à reprendre les propriétés foncières de son père à Sibster. Il étudie au collège de Wick, Pultneytown
Academy, avant de s'inscrire en littérature (et non en droit, comme on le lit parfois,) à l'université d'Édimbourg.
Après deux années d'études, il s'intéresse au début des années 1850 à l'archéologie, et participe à des fouilles à Yarrows dans le pays de Caithness. Il donne une description des cairns de l'endroit (1854), et publie également sur les vestiges ostéologiques tirés de la broche de Kettleburn (Rhind 1851–4; 1853).
Au cours de deux séjours qu'il fait en Égypte pour des raisons de santé en 1855 et en 1857, il entreprend des fouilles à Thèbes et constitue une collection d'antiquités égyptiennes et de papyri. L'un d'eux l'intéresse particulièrement, il l'achète en 1858 et le lègue au British Museum en 1863. Ce papyrus, écrit par le scribe Ahmès, est désormais connu sous son nom.